# Carla Camacho
Carla Carrillo, née le 2 mai 2005 à Madrid, est une footballeuse espagnole qui joue au poste d'attaquante à Brighton & Hove Albion et avec l’équipe d’Espagne de football des moins de 17 ans.

## Biographie

### Jeunesse
Carla a commencé à jouer au football à Orcasitas alors qu'elle n'avait à peine que cinq ans, avant de rejoindre les équipes de jeunes de l'Atlético de Madrid en 2012. Après avoir évolué dans les différentes équipes, où elle a combiné les postes de milieu de terrain avec celle d'attaquante, et avec laquelle elle a été proclamée champion d'Espagne des moins de 13 ans. Elle a finalement rejoint le Real Madrid en 2020. Débutant dans l'équipe de jeunes, à l'âge de quinze ans, ses performances exceptionnelles - avec 29 buts en seulement dix matchs - l'ont amenée à être une habituée de l'équipe réserve cette même saison. Faisant partie des références à l'avant, elle a marqué onze buts en quinze matchs. Ses débuts ont eu lieu le 15 novembre face à l'Atlético Pinto, et où elle a marqué un doublé.

### Real Madrid depuis 2020
Carla Camacho évolue au Real Madrid dans l'équipe B depuis 2020. Elle fait ses débuts à seulement 16 ans en équipe première contre Eibar, le 10 octobre 2021, remplaçant Caroline Møller à la 87e minute de jeu. 
Le 21 septembre 2022, Camacho connait ses premières minutes de jeu en Ligue des Champions en remplaçant Athenea del Castillo à la 86e minute face à Rosenborg lors du match aller qui se solde sur une victoire 3-0. Le 22 décembre 2022, Clara Camacho fait ses débuts en Ligue des Champions avec le Real Madrid face au KFF Vllaznia Shkoder. Elle entre à la 46e minute de jeu remplaçant Naomie Feller. Peu de temps après à la 78e minute, Camacho marque son premier but en équipe première et en Ligue des Champions. Le match se solde sur une victoire 5-1.

## Palmarès
| Année | Compétitions         | Distinction[réf. nécessaire]                                |
| ----- | -------------------- | ----------------------------------------------------------- |
| 2022  | Équipe d'Espagne U17 | Finaliste du championnat d'Europe U17 en Bosnie-Herzégovine |
| 2022  | Équipe d'Espagne U17 | Vainqueur de la Coupe du monde U17 en Inde                  |